# 安西昂什
安西昂什是葡萄牙波尔图区的一个堂区。总面积26.43平方公里，总人口815人，人口密度30.8人/平方公里。